# Jelena Wladimirowna Wajenga

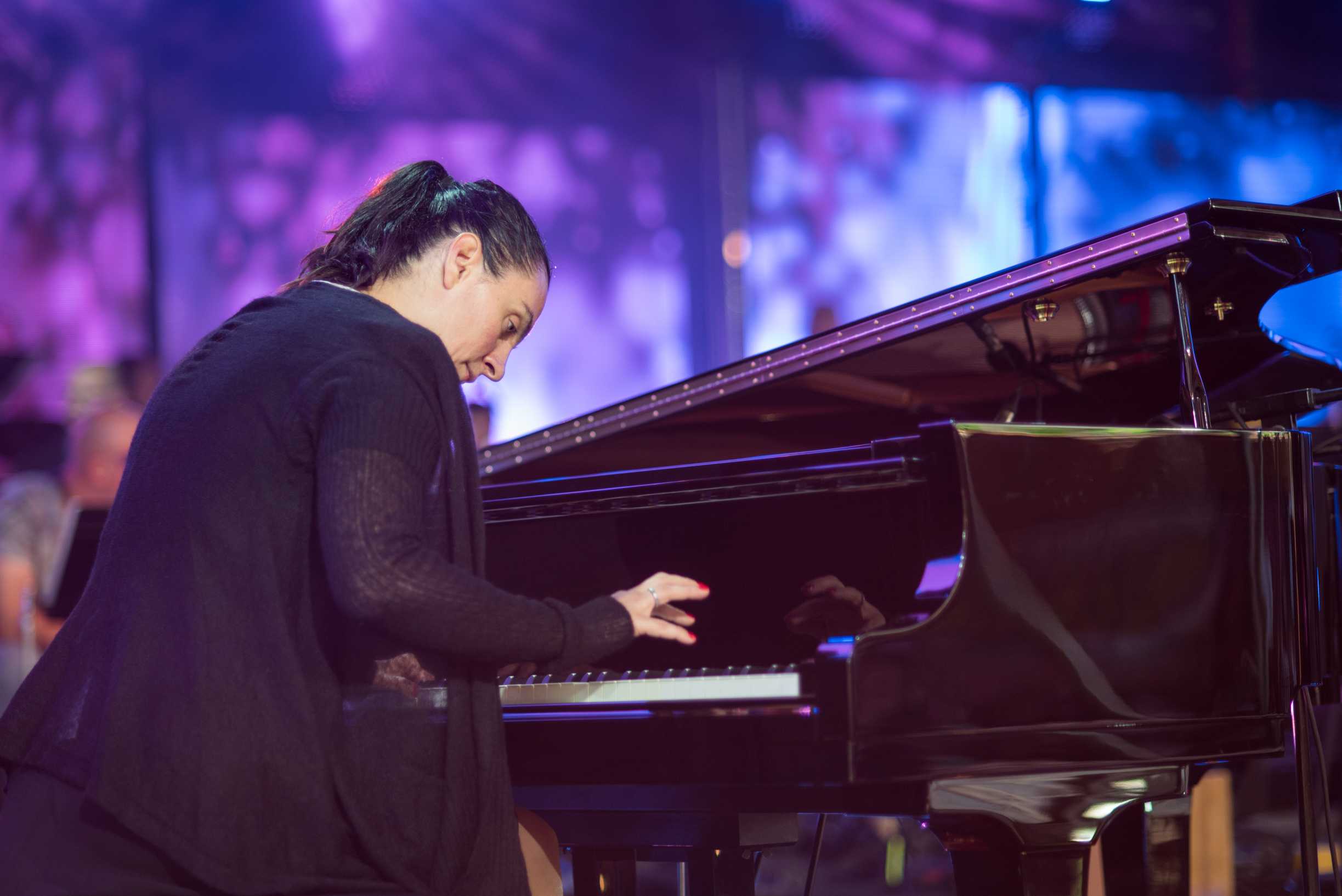
Jelena Wajenga (2017)

Jelena Wladimirowna Wajenga (russisch: Елена Владимировна Ваенга, international geläufige Transkribierung: Elena Vaenga; bürgerlicher Name: Jelena Wladimirowna Chruljowa, russisch: Хрулёва; * 27. Januar 1977 in Seweromorsk) ist eine russische Popsängerin, Songschreiberin und Schauspielerin. Ihr musikalisches Spektrum reicht von Balladen und russischer Neo-Estrada bis hin zu Chansons und Folklore. In Russland zählt sie seit einigen Jahren zu den bekanntesten Sängern. Aufgrund ihrer Popularität und Medienpräsenz verglichen einige Medien sie mit der 1970er-Schlagerikone Alla Pugatschowa.

## Leben und Karriere
Wajenga wurde im Militärkrankenhaus des sowjetischen Nordflotten-Stützpunkts Seweromorsk geboren – einer geschlossenen, nahe Murmansk gelegenen Stadt, die von ihrem militärischen Sonderstatus geprägt ist. Ihre Eltern waren bei einer Werft beschäftigt, die für die sowjetische Atom-U-Bootflotte arbeitete. Ihr Vater war Ingenieur, die Mutter Chemikerin. Die Familie im weiteren Sinn ist von militärischen Traditionen beziehungsweise den Geschehnissen im Zweiten Weltkrieg geprägt. Ihre Großmutter hatte die Blockade Leningrads miterlebt. Ihr Großvater war bei der Luftabwehr und nahm unter anderem 1944 bei den Kämpfen um Oranienbaum teil. Das Familienklima charakterisierte die Sängerin in einem Interview sowohl als harmonisch als auch karriereförderlich: In musikalischen Fragen etwa seien ihre Eltern stets auch ihre stärksten Kritiker gewesen.
Wajenga bekam früh eine klassische Musikausbildung. Lieblingsinstrumente waren Gitarre und Klavier. Im Alter von neun Jahren nahm Jelena Wajenga an einem All-Unions-Komponistenwettbewerb auf der Halbinsel Kola teil. Neben der Musik stellte sich als zusätzlicher Berufswunsch die Schauspielerei heraus. Nach dem Abitur ging sie an die Rimski-Korsakow-Musikschule in Sankt Petersburg. Als Absolventin der dortigen Musikklasse betätigte sie sich unter anderem als diplomierte Musiklehrerin. Daneben schrieb sie sich auch als Schauspiel-Studentin an der Hochschule für darstellende Kunst (Theater Academica; LGITIMIK) ein. Vor dem Abschluss der Theaterausbildung wechselte sie jedoch nach Moskau. Dort nahm sie 2001 ein Album auf, welches allerdings nicht veröffentlicht wurde. Auf den Markt gebracht wurde nur der Videoclip zu einem einzigen Stück. Ihr Künstlername Wajenga ist ein früherer Name ihrer Geburtsstadt Seweromorsk.
Wajengas Aufenthalt in Moskau dauerte ein Jahr. Im Anschluss kehrte sie nach Sankt Petersburg zurück – eine Stadt, der sie sich auch aufgrund ihres großen, dort ansässigen Freundeskreises stark verbunden fühle. Dort nahm sie Schauspielrollen an und absolvierte Auftritte bei lokalen Festivals. Der Durchbruch erfolgte 2005 mit dem Album Belaja ptiza, das mehrere ihrer bekannten Stücke enthält wie zum Beispiel Aeroport und Taiga. Auch die beiden Anschlussalben – Schopen (2006) und Absent (2007) – avancierten  zu Erfolgsalben. Ebenso einzelne Single-Auskoppelungen. Kurju wurde 2009 mit einer Goldenen Schallplatte ausgezeichnet, Aeroport ein Jahr darauf. Am 7. Januar 2011 gab Jelena Wajenga ein Konzert im Kreml, welches von dem Sender Kanal 1 im russischen Fernsehen ausgestrahlt wurde. 2011 absolvierte die Sängerin rund 150 Konzerte – darunter auch in den USA, in Deutschland und in Israel.
Kommerziell gesehen zählt Jelena Wajenga zu den Top-Acts der russischen Pop- und Estradamusik. 2011 listete sie das Wirtschaftsmagazin Forbes auf Platz 9 der meistverdienenden Künstler Russland – mit einem Jahresumsatz von über 6 Millionen US-Dollar. 2012 absolvierte Wajenga weitere Auftritte, darunter auch eine Deutschlandtour mit Auftritten unter anderem in Hannover, Berlin, Hamburg, Mannheim, Frankfurt am Main, Köln, Düsseldorf und Karlsruhe. Aufgrund eines Stimmbandversagens musste sie ihre Auftrittsserie 2012 unterbrechen. Nach ihrer Genesung im November setzte sie ihr Auftrittsprogramm fort. 2013 erfolgten weitere Konzerte, unter anderem in der westukrainischen Stadt Lwiw (Lemberg). Im Frühjahr 2014 trat die Sängerin wieder in mehreren deutschen Städten auf.
Von 1995 bis 2012 war Jelena Wajenga mit dem Musikproduzenten Iwan Iwanowitsch Matwijenko verheiratet. Am 10. August 2012 brachte sie einen Sohn zur Welt.

## Kontroversen
Neben ihrer Musik sorgte Jelena Wajenga auch durch Stellungnahmen zu gesellschaftlich und politisch umstrittenen Themen für Aufmerksamkeit. Anlässlich einer satirischen Ausstellung zum Thema Drogen in der russischen Öffentlichkeit 2008 in Sankt Petersburg nahm sie eine Karikatur von der Wand und zerriss sie vor laufender Kamera. 2012 unterstützte sie aktiv die Präsidentschaftskandidatur von Wladimir Putin.
Ebenso wie die Sängerin Walerija, die Sänger Oleg Gasmanow und Iossif Kobson sowie andere russische Kulturprominente äußerte sich auch Jelena Wajenga kritisch zur umstrittenen Aktion der feministischen Punkgruppe Pussy Riot in der Moskauer Christ-Erlöser-Kathedrale. Im Gästebuch ihrer Website bezog Wajenga mit stark polemischen Worten Position. Sie sei, so Wajenga, nicht Jesus Christus, der „alles und jedem verzeihen“ könne. Darüber hinaus fühle sie sich als gläubige Christin verunglimpft. Die Verurteilung dreier Gruppenmitglieder zu einer mehrjährigen Freiheitsstrafe kommentierte sie mit den lapidaren Worten: „Ich trinke persönlich auf die Gesundheit der Richter, die sie verurteilt haben.“

## Musik und Medienresonanz
Musikalisch bedient Jelena Waenga ein breites Spektrum. Westliche Pop-Einflüsse finden sich in ihm ebenso wieder wie klassische Estada- sowie volkstümliche Folkloreelemente. Das Repertoire der Sängerin reicht von klavierbetonten, langsamen Balladen (Schopen, Sneg) bis hin zu schwungvollen, erfolgreichen Popschlagern wie etwa die Erfolgsnummern Aeroport, Absento sowie die mit einem Mambo-Rhythmus unterlegte Hitsingle Kurju. Hinzu kommen stimmungsvolle Mitsingstücke wie etwa Taiga, ein Lied über die Schönheit der russischen Landschaft, Belaja ptiza, Olowjannoje serdze oder Ja sabywaju ljubimowo.
Traditionelles Repertoire ist im Programm von Jelena Wajenga ebenfalls stark präsent. Anlässlich eines Auftritts zusammen mit dem Chor der Roten Armee sang sie Klassiker wie die Weltkriegshymne Der heilige Krieg oder das Stück Kubanskije kazaki – ein bekanntes Lied aus dem Film Kosaken vom Kuban aus dem Jahr 1948. Live favorisiert sie Auftritte auf großer Bühne sowie opulente Orchesterbegleitung – Veranstaltungen, zu denen sie oft befreundete Künstler einlädt. Medien wie beispielsweise Komsomolskaja Prawda bezeichnen sie als eine der derzeit populärsten russischen Gesangsinterpreten. Auch mit der russischen Popmusik-Ikone Alla Pugatschowa wird Jelena Wajenga zwischenzeitlich regelmäßig verglichen – unter anderem von dem sowjetisch-lettischen Komponisten Raimonds Pauls. Andere Kommentatoren bevorzugen für die Charakterisierung Wajengas Vergleiche mit anderen Künstlern – etwa dem Chansonsänger Grigori Leps oder auch der Bandleaderin und Singer-Songwriterin Semfira.
Als positiver Faktor hervorgehoben wird oft ihre Live-Präsenz sowie der Kontakt mit dem Publikum. Die Tageszeitung Frankfurter Neue Presse konstatierte der Sängerin anlässlich ihrer Deutschlandtour 2012, auf der Erfolgstreppe zwischenzeitlich ganz oben angekommen zu sein. Verglichen mit dem deutschen Unterhaltungsmusik-Markt nehme sie eine ähnliche Rolle ein wie etwa Mireille Mathieu, Caterina Valente oder auch Gitte Hænning. Wajengas Live-Performance charakterisierte der Beitrag mit folgenden Worten: „(…) Im festlichem Abendkleid und akkurat frisiert betritt sie die Bühne und hat sofort alle Aufmerksamkeit und Sympathien, wenn sie in russischer Sprache über Themen singt, die viele bewegen: Gefühle, Liebe, Solidarität unter den Menschen. Vaenga wird von einer opulent besetzten Band begleitet, die sich klanglich doch sehr an westliche Unterhaltungsmusik anlehnt. Musikalisch ist das gediegenes Entertainment zwischen schlagerhaften Melodien, Chanson-Esprit und auch mal folkloristisch-ethnischen Motiven.“

## Diskografie

### Alben
- 2003: Portret (Портрет)
- 2003: Fleita 1 (Флейта 1)
- 2005: Fleita 2 (Флейта 2)
- 2005: Belaja ptiza (Белая птица)
- 2006: Schopen (Шопен)
- 2007: Absent (Абсент)
- 2007: Djuny (Дюны)
- 2008: Klawischi (Клавиши)
- 2012: Lena (Лена)
- 2015: New
- 2021: #ре#ля

### DVDs
- 2007: Konzert w Den Roschdenija (Концерт в День Рождения)
- 2008: Ledjanoje serdze (Ледяное сердце)
- 2009: Schelaju solnza (Желаю солнца)
- 2009: Ledjanoje serdze 2 (Ледяное сердце 2)
- 2011: Belaja ptiza (Белая птица)

### EPs
- 2013: Птичка

### Singles (Auswahl)
- 2006: Шопен
- 2007: Абсент
- 2008: Курю
- 2011: Желаю
- 2011: Аэропорт
- 2011: Золотая Рыбка
- 2014: Что мы наделали (mit Mikhail Bublik)
- 2014: Каменные цветы (mit Basta & Smoky Mo)
- 2015: Королева